# Виборна
Виборна (словац. Výborná) — село в Словаччині, Кежмарському окрузі Пряшівського краю. Розташоване на півночі східної Словаччини на північно—західній частині Попрадської угловини на південних схилах Списької Маґури.
В селі є готичний римо-католицький костел з 14 століття та протестантський костел з 1833 року в стилі класицизму.

## Історія
Вперше село згадується у 1289 році.

## Населення
| Рік:            | 1994. | 2004.    | 2014.    | 2024.    |
| --------------- | ----- | -------- | -------- | -------- |
| Кількість осіб: | 668   | 908      | 1156     | 1443     |
| Різниця:        |       | +35,92 % | +27,31 % | +24,82 % |

| Рік:            | 2023. | 2024.   |
| --------------- | ----- | ------- |
| Кількість осіб: | 1404  | 1443    |
| Різниця:        |       | +2,77 % |

В селі проживає 1054 осіб.
Національний склад населення (за даними останнього перепису населення — 2001 року):
- словаки — 96,23 %
- цигани — 1,70 %
- поляки — 0,12 %

Склад населення за приналежністю до релігії станом на 2001 рік:
- римо-католики — 98,78 %,
- протестанти — 0,61 %,
- не вважають себе віруючими або не належать до жодної вищезгаданої церкви — 0,61 %